# دیهیم‌دندان

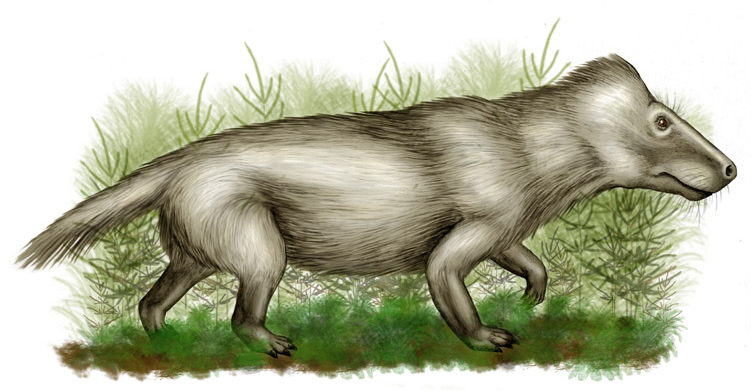

دیهیم‌دندان یا دیامودون (نام علمی: Diademodon) یک سگ‌دندان مربوط به دوره تریاس میانی بود که در آمریکای جنوبی و آفریقا می‌زیست و حدود ۲ متر طول داشت. دیامودون با وجود جثه بزرگ و دندان‌های نیش قدرتمندش جانوری گیاهخوار بود.